# Konica
Konica (яп. コニカ Коника) — японская компания, производитель фотоматериалов, фотоаппаратов и фотопринадлежностей, фильм-процессоров, фотокопиров, факсовых аппаратов и лазерных принтеров.
5 августа 2003 года объединилась с корпорацией Minolta, образовав холдинг Konica Minolta.

## Историческая справка
История компании восходит к 1873 году, когда фармацевт Рокусабуро Сагиура (Rokusaburo Sugiura) начал продавать фотоматериалы в собственном магазине. Первоначально компания называлась Konishi Honten и продавала импортные товары, в 1880 году начала работу фабрика по производству фотоаппаратов, а в 1882 году были открыты ещё три фабрики по производству фотоматериалов и оборудования. С 1903 года компания начала использовать торговую марку Sakura. В 1925 году была основана линейка фотоаппаратов Pearlette, первых аппаратов компании в металлическом корпусе. В 1929 году было начато собственное производство фотоплёнки, в 1931 году компания начала выпуск кинопроекторов, а в 1935 году — кинокамер.
В 1936 году компания была зарегистрирована под названием Konishiroku Honten Company. В 1940 году компания представила на рынок первую в Японии цветную фотоплёнку. В годы Второй мировой войны компания полностью перешла на производство фотоаппаратов и оптики для японской армии. В 1947 году компания представила свой первый малоформатный фотоаппарат, который получил название Konica — сокращение от Konishiroku и camera. В конце 1940-х годов на Konishiroku приходилось около половины производства фотоаппаратов в Японии. В 1956 году был создан маркетинговый филиал в США, а в 1962 году — в ФРГ. В 1960 году компания стала ключевым участником консорциума, разработавшего новейший на тот момент ламельный затвор, который в итоге вытеснил все остальные типы фокального затвора, в том числе в современной цифровой фототехнике. В декабре 1965 года представлен первый в мире зеркальный фотоаппарат со сменной оптикой и автоматическим управлением экспозицией Konica Auto-Reflex (Konica Autorex для внутреннего японского рынка).
В 1967 году Konishiroku понесла большие убытки из-за партии бракованной фотоплёнки, в следующем году компанию впервые возглавил не член семьи основателя. Под новым руководством компания начала расширять сферу деятельности. В 1971 году был представлен копировальный аппарат U-Bix 480; Konishiroku вместе с Xerox является первым разработчиком копировальной техники, разработав собственную оригинальную технологию: вместо селенового фотобарабана, носителя (девелопера) и тонера — окись цинка и монокомпонентный тонер, не требующий никакого носителя. В 1975 году начались продажи первого фотоаппарата со встроенной фотовспышкой Konica C35 EF, а в 1977 году — Konica C35 AF, первого с автофокусом. В 1979 году Konishiroku купила долю в американской сети фотолабораторий Fotomat, а в 1986 году поглотила её полностью, однако эта сеть несла убытки и быстро теряла долю на рынке в пользу мини-фотолабораторий, в 2002 году была продана. В 1980 году было создано совместное предприятие с американской компанией Ampex по производству магнитной ленты. В 1983 году была представлена видеокамера Konica Color CV, самая маленькая и лёгкая на то время. В 1984 году компания начала выпуск мини-фотолабораторий Nice Print System-1. Подразделение офисной техники в 1984 году было расширено покупкой доли в американской компании Royal Business Machines, маркетинговым соглашением с Olivetti и открытием завода копировальных аппаратов в КНР. В 1986 году Royal Business Machines была поглощена полностью и переименована в Konica Business Machines U.S.A., Inc. В том же году было заключено маркетинговое соглашение с IBM.
Осенью 1987 года Konishiroku сменила название на Konica Corporation, также на Konica были изменены названия копировальных аппаратов U-Bix и фотоплёнки Sakura. Также в 1987 году были представлены две новинки: видеофотоаппарат с записью снимков на магнитный диск и фотоплёнка Konica SR-V3200, вдвое превышавшая по светочувствительности имевшиеся на то время аналоги. В 1989 году компания открыла свой первый завод в США (в штате Северная Каролина) по производству фотобумаги. Среди наиболее значимых новинок компании в 1990-х годах были мини-фотолаборатория ECOJET Nice Print System, первая с реактивами в форме таблеток (1994 год), цветной лазерный принтер Konica KL-2010 (1995 год), первый цифровой фотоаппарат компании Konica Q-M100 (1997 год).
5 августа 2003 года произошло слияние с корпорацией Minolta и образование холдинга Konica Minolta.
В 2006 году Konica Minolta сворачивает подразделения занимающиеся изготовлением фотоплёнок, фотобумаги, фотохимических реактивов и цифровых минилабов. Подразделение цифровых однообъективных зеркальных камер было продано корпорации Sony. Кроме того, корпорация Dai Nippon Printing заявила о приобретении завода Konica в Одаваре (провинция Канагава) и продолжении выпуска фотобумаги под своим брендом, а фирма Seapac приобрела завод химических веществ.

## Продукты

### Фотоплёнка

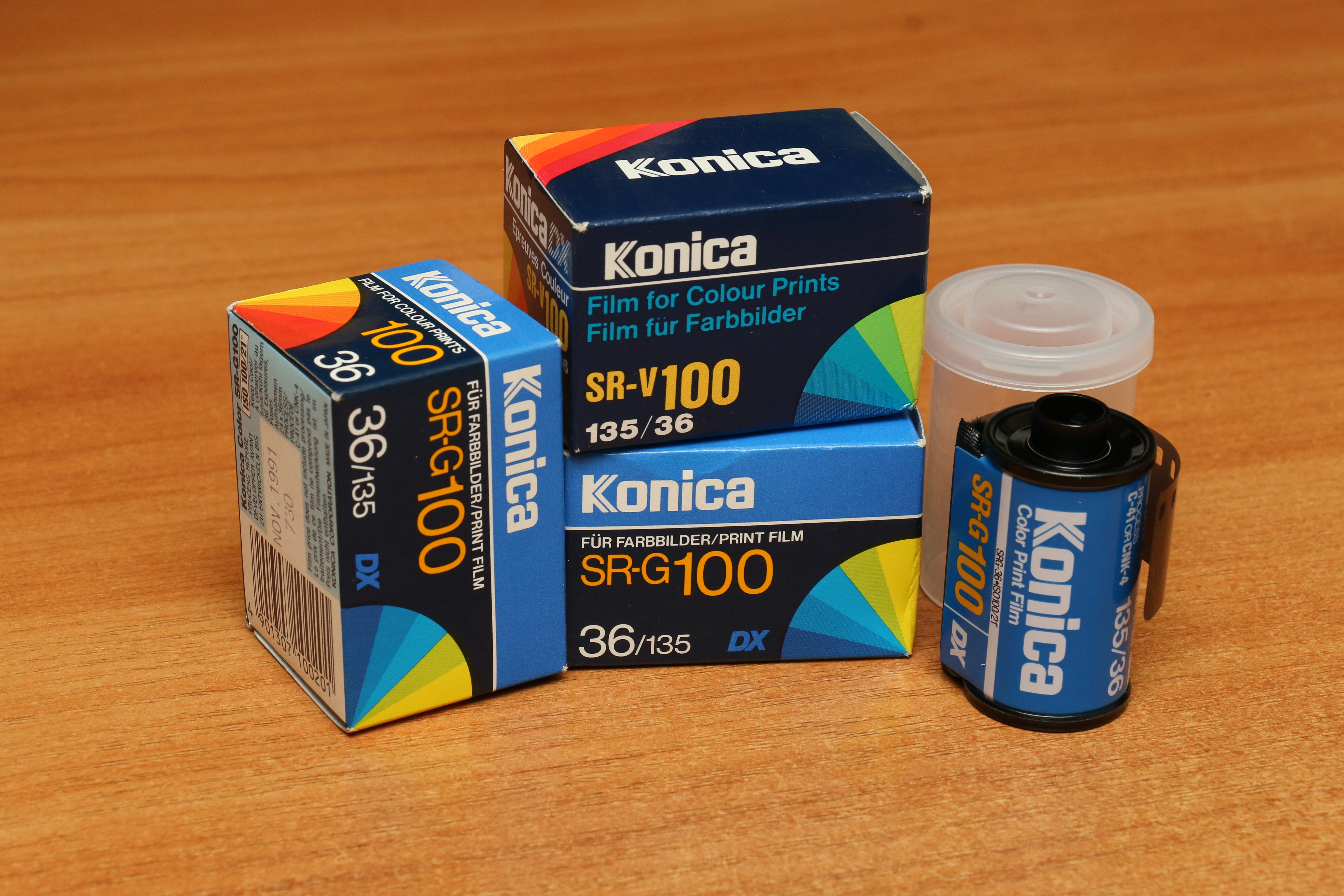
Фотоплёнка Konica SR-V 100 и SR-G 100 (около 1987—1989 г.в.)
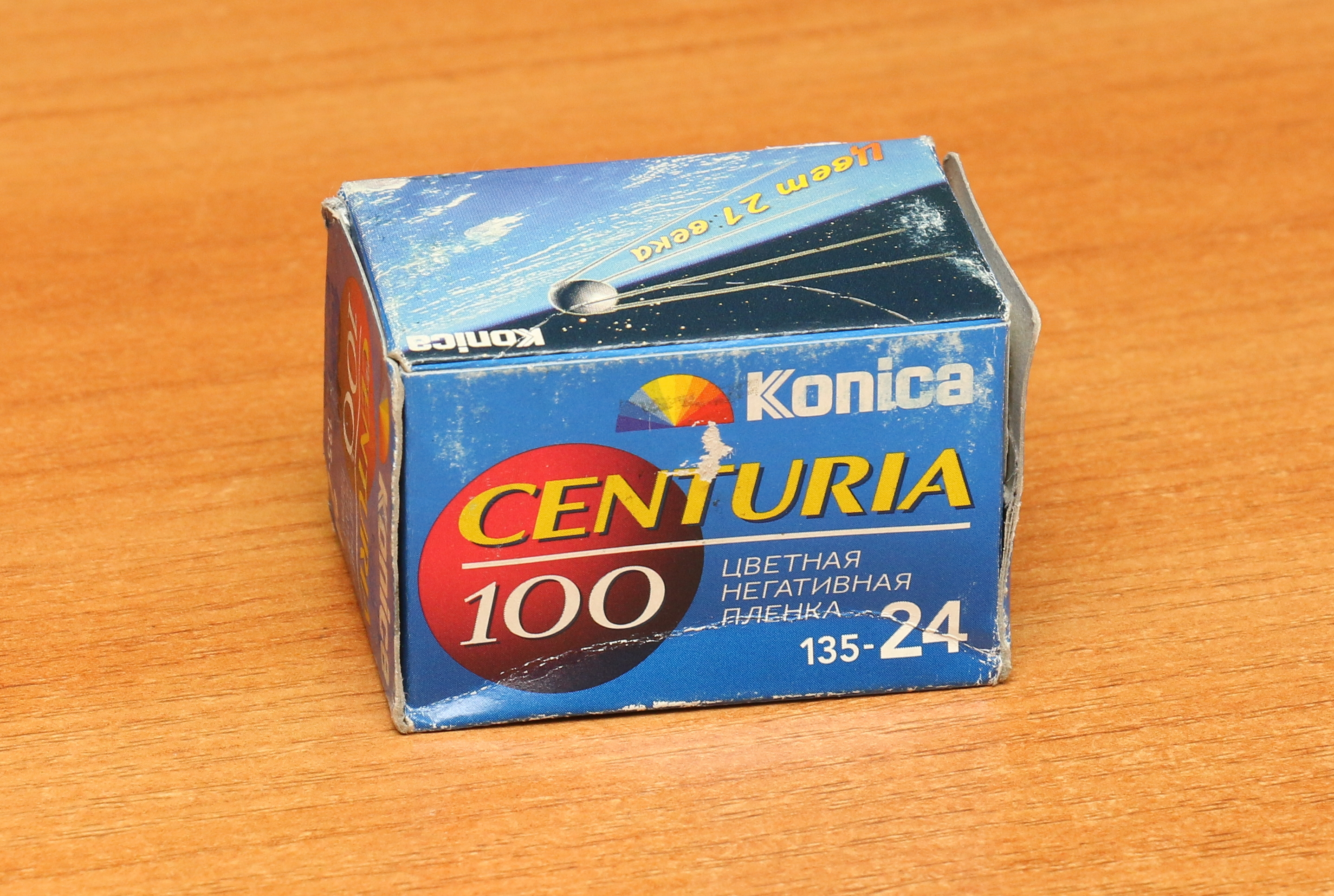
Фотоплёнка Konica Centuria 100 (около 2002 г.в.)
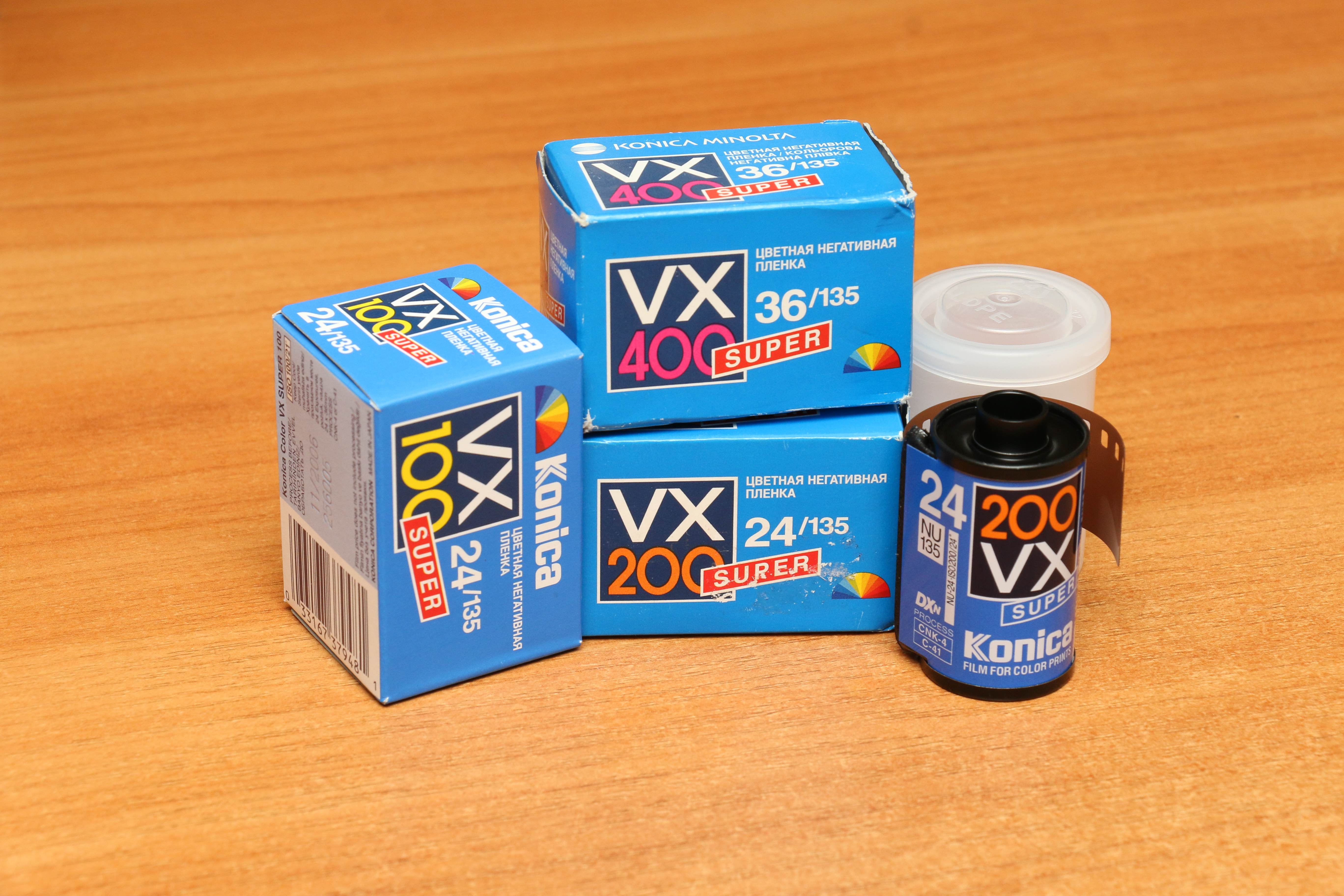
Фотоплёнка Konica VX Super 100/200/400 (около 2005—2006 г.в.)

### Фотоаппараты

#### Малоформатные дальномерные фотоаппараты

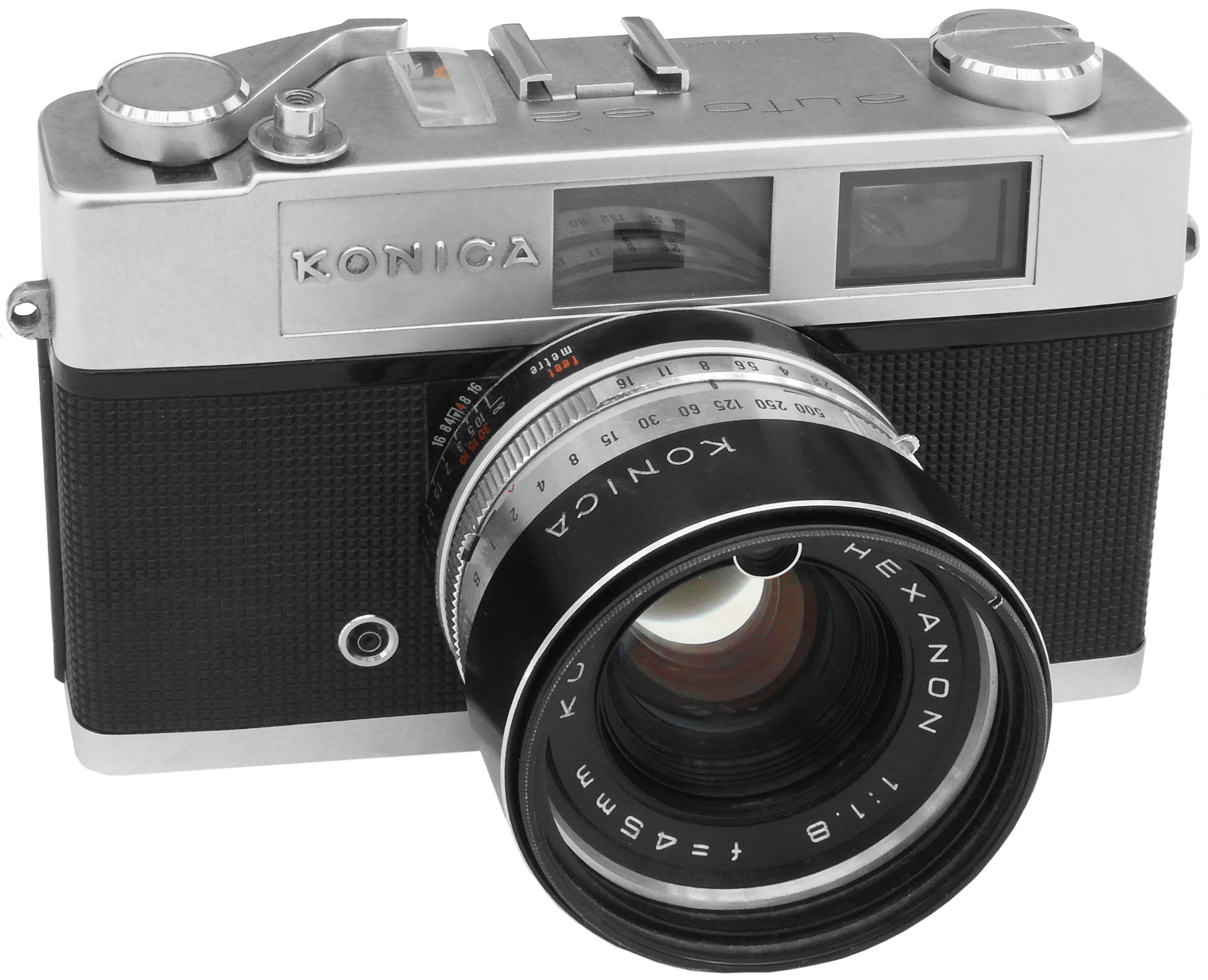
Дальномерная Konica Auto S2

- Konica 1 (1946) — первая камера под брендом Konica
- Konica 2 (1950)
- Konica 3 (1956)
- Konica S (1959) — появился встроенный экспонометр
- Konica S2 (1961) — имеет механизм задержки спуска, установленный в объективе.
- Konica S3 (1963)
- Konica Auto S (1963) — первая камера с CdS-экспонометром
- Konica Auto S2 (1965)
- Konica C35 (1968) — лучшие продажи в классе компактных фотокамер
- Konica C35 Flashmatic (1971)
- Konica C35 E&L (1971) — бюджетный вариант Konica C35
- Konica C35 EF (1975) — первая модель со вспышкой типа «speedlight»
- Konica C35 AF (1977) — первая модель с автофокусом
- Konica Hexar (1991) (автофокус)
- Konica Hexar Silver (1997) (автофокус)
- Original Black (1993) (автофокус)
- Konica Hexar Gold (к 120-летия Konica)
- Hexar RF (1999)

#### Зеркальные фотоаппараты с байонетом «F»

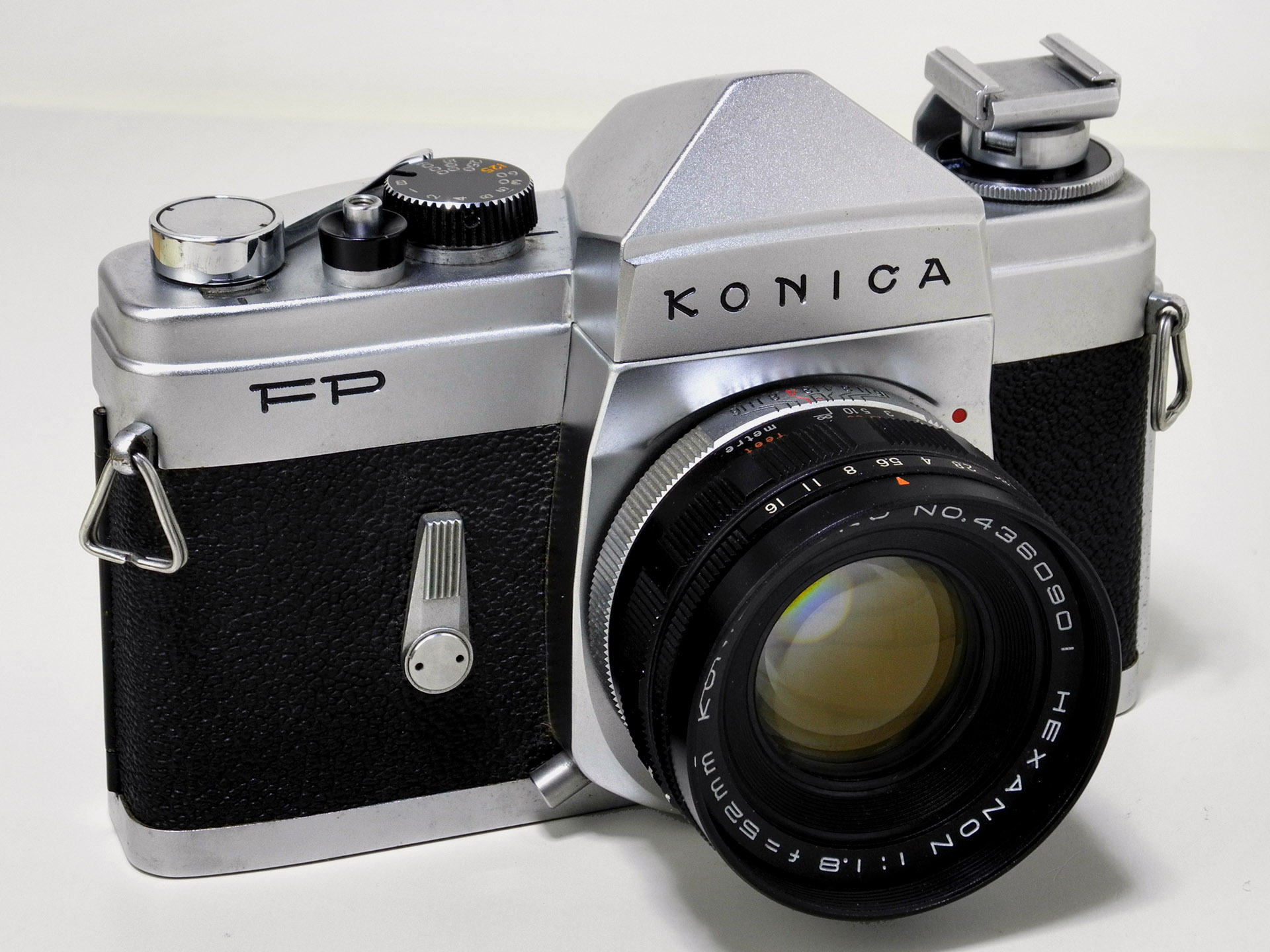
Фотоаппарат Konica FP с байонетом F

Первые однообъективные зеркальные фотоаппараты Konica оснащались байонетом Konica F с одним из самых коротких рабочих отрезков 40,5 мм. Этот байонет не имеет ничего общего с байонетом Nikon F и объективы Konica и Nikon невзаимозаменяемы.
- Konica F (1960-?)
- Konica FS (1962—1964)
- Konica FSW (1962-?
- Konica FP (1963-?)
- Konica Domirex (1963-?)
- Konica FM (1965-?)

#### Зеркальные фотоаппараты с байонетом «AR»
Второе поколение зеркальных фотоаппаратов Konica началось в 1965 году с модели Auto-Reflex, впервые оснащённой байонетом AR. Линейка выпускалась вплоть до 1987 года, когда был компания ушла с рынка «зеркалок». Новый байонет AR обладал таким же рабочим отрезком, как предыдущий, но диаметр был увеличен до 47 мм. Ещё одним отличием стал привод управления диафрагмой автоматической системой камеры, интегрированный в байонет, и толкатель включения автоматики. Начиная с модели Autoreflex T с внутренним светоизмерением, байонет снабжался дополнительным толкателем передачи светосилы объектива.

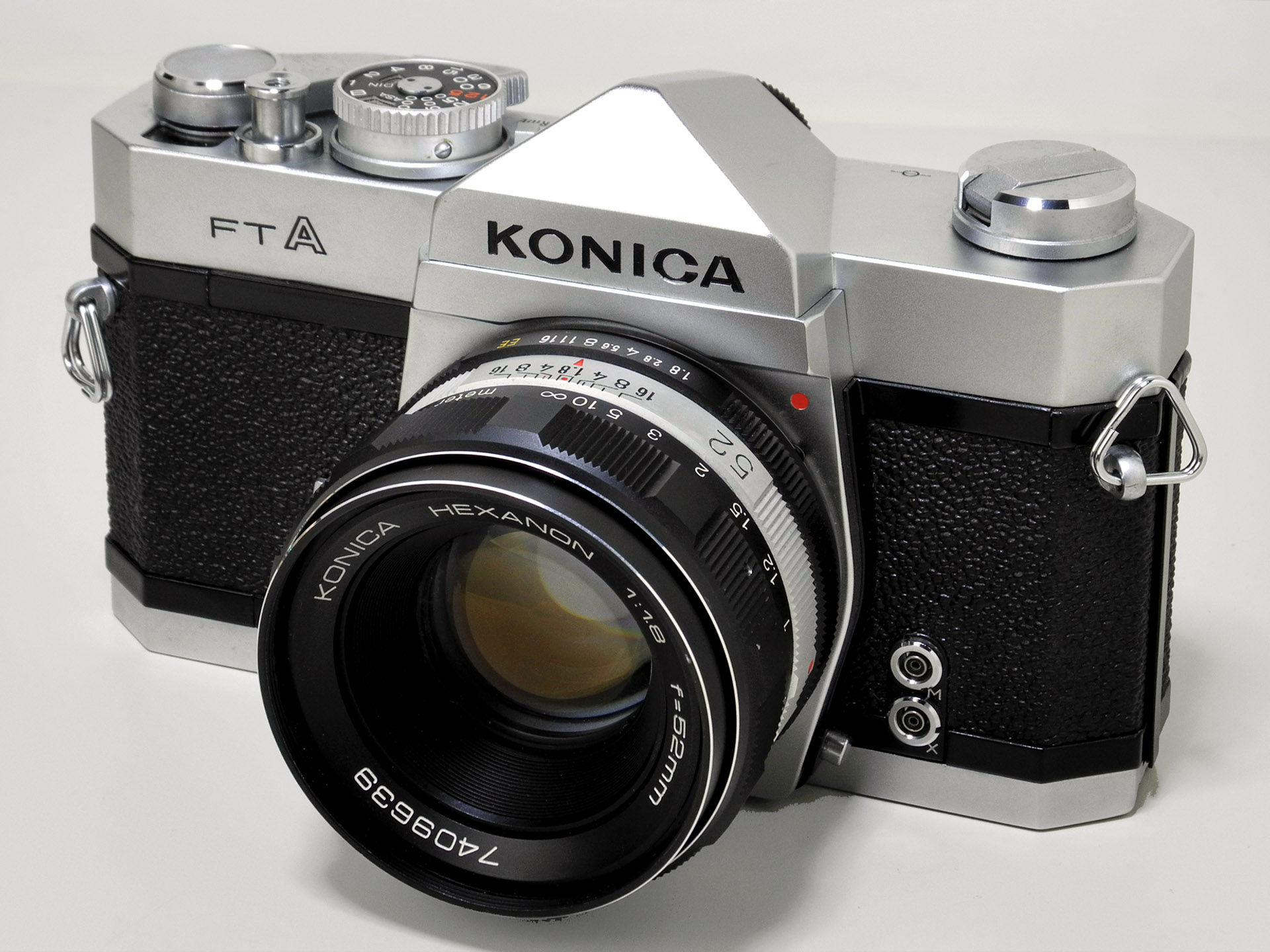
Вторая модель семейства Konica Autoreflex T. Для японского рынка камера выпускалась под названием Konica FTA

- Konica Auto-Reflex (1965—1968) — в Японии Autorex, в Германии Revue Autorex
- Konica Auto-Reflex P (1966—1968) — в Японии Autorex P
- Konica Autoreflex T (1968—1970) — в Японии FTA
- Konica Autoreflex A (1968—1971)
- Konica Autoreflex T2 (1970—1973) — в Японии New FTA
- Konica Autoreflex A2 (1971—1972)
- Konica Autoreflex A1000 (1972—1973)
- Konica Autoreflex T3 (1973—1975)
- Konica Autoreflex A3 (1973-?)
- Konica Autoreflex T3N (1975—1978)
- Konica Autoreflex TC (1976—1982) — в Японии Acom-1
- Konica Autoreflex T4 (1978—1979)
- Konica FS-1 (1979—1983)
- Konica FC-1 (1980—1983)
- Konica FP-1 (1981—1983)
- Konica FT-1 (1983—1987)
- Konica TC-X (1985—1987) — бренд Cosina

Автоматические компактные фотоаппараты серии Big Mini

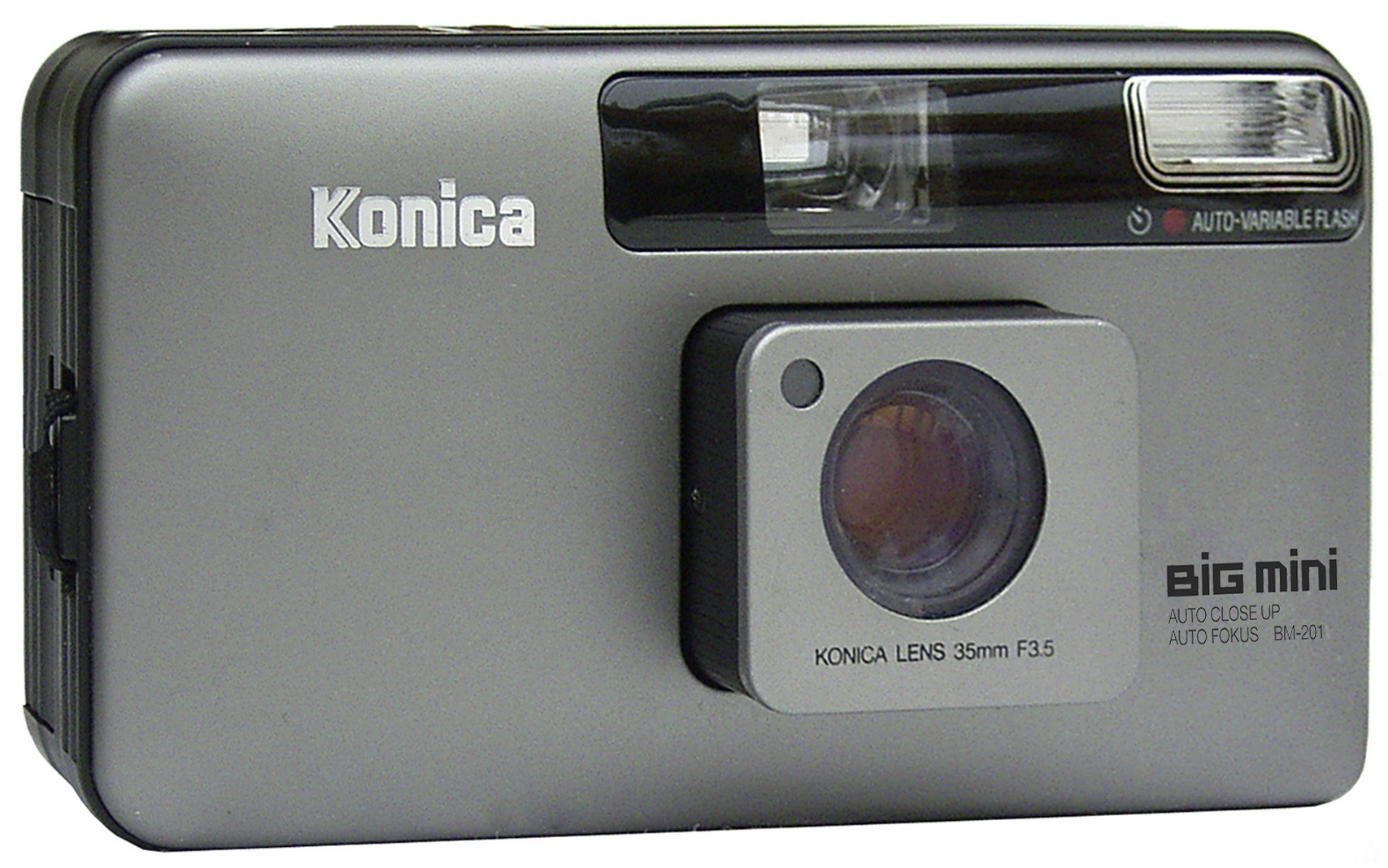
Konica Big Mini, 1990

- Konica Big Mini F (35 мм f / 2,8) — первая модель в линейке
- Konica Big Mini Jr БМ-20
- Konica Big Mini SR BM-100
- Konica Big Mini EX BM-101
- Konica Big Mini BM-201 (1990) — популярная модель в линейке[12]
- Konica Big Mini HG BM-300
- Konica Big Mini BM-301
- Konica Big Mini BM-302
- Konica Big Mini BM-311Z — самая маленькая и самая легкая компактная камера с автофокусом и 2-кратным зумом для 35-мм пленки в момент выпуска. Индекс «Z» обозначает функцию зуммирования изображения.
- Konica Big Mini Ai BM-411Z — улучшенный атофокус
- Konica Big Mini BM-510Z (1993) — улучшенный автофокус и обновленный дизайн[13]
- Konica Big Mini TR BM-610Z (1995) — модель с откидной крышкой объектива и встроенным штативом[14]

### Компакт-кассеты
- Konica JJ (Jolly Joy) (1984)

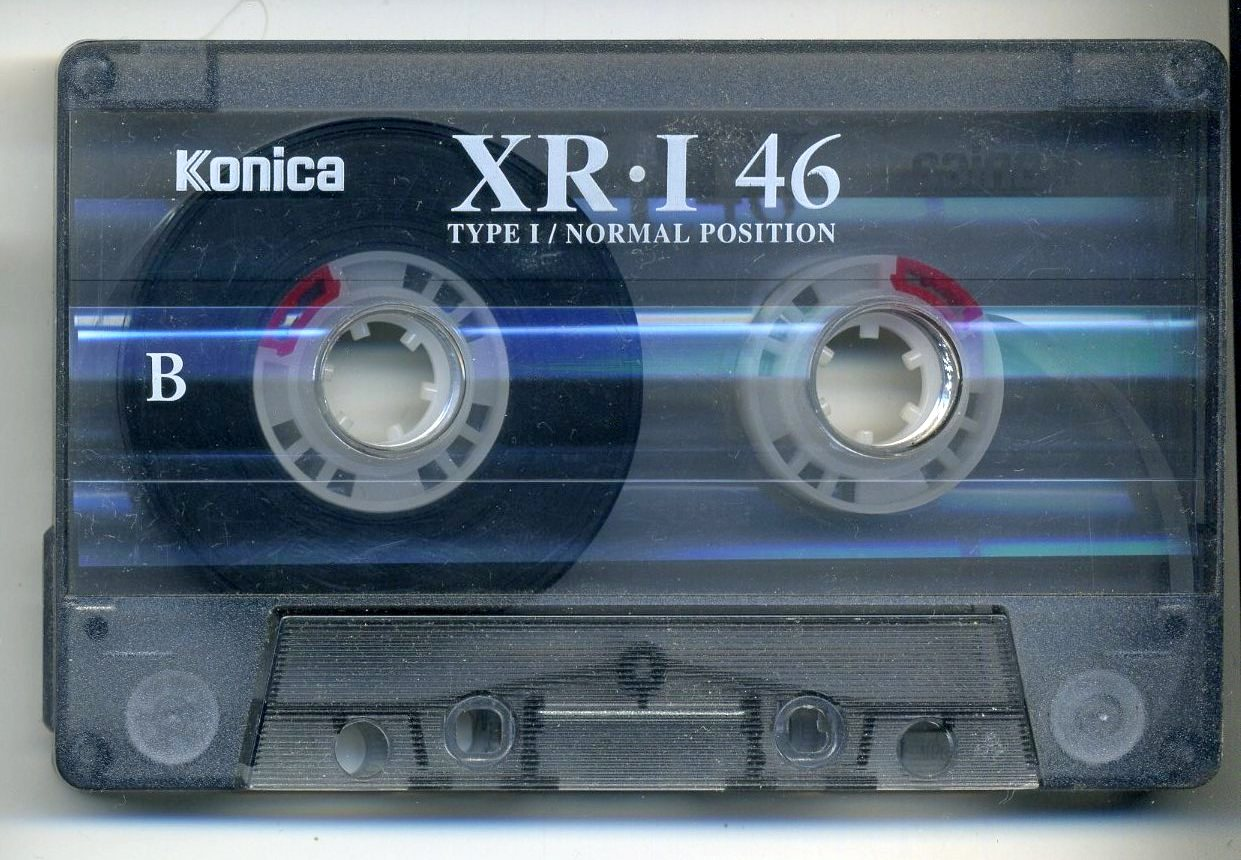
Компакт-кассета Konica XR-1

- Konica XX (Extra Expansion) (1984)
- Konica SS (Super Sound) (1984)
- Konica EE (Eminent Echo)
- Konica MM (Maximum Metal) (1984)
- Konica ML (Master Low Noise)
- Konica GM.I (Grand Master I)
- Konica GM.II (Grand Master II)
- Konica Metal
- Konica KX (1987)
- Konica KX-I (1987)
- Konica KX-II (1987)
- Konica KX-HR (1987)
- Konica XR.I (1990)
- Konica XR.II (1990)
- Konica XR1 (1993)
- Konica SG I (1993)
- Konica SG II (1993)
- Konica SR-I (1996)

## Конкуренты
- Eastman Kodak
- Fujifilm
- Agfa-Gevaert